# Lusitanos XV
Actualités
Lusitanos XV est une sélection portugaise de joueurs de rugby à XV. Elle est créée spécialement en 2013 pour participer au Challenge européen. En 2021, elle est réactivée dans le cadre de la Rugby Europe Super Cup.
Elle rassemble les meilleurs joueurs participant au Campeonato Nacional de Honra.

## Histoire
La création de l'équipe remonte au forfait de l'équipe espagnole Olympus Rugby XV Madrid pour participer à l'édition 2013-2014 du Challenge européen. À la suite de difficultés financières, cette dernière est en effet forcée de se retirer de la compétition. Après un examen des propositions venant d'Italie, du Portugal et de la Roumanie, l'European Rugby Cup sélectionne le projet de la Fédération portugaise de rugby à XV.
L'équipe du Lusitanos XV est officiellement créée le 2 septembre 2013 et remplace ainsi la sélection espagnole, ce qui marque le retour d'une équipe portugaise dans une compétition européenne majeure depuis la participation de l'AA Coimbra au Challenge européen 2004-2005. Cette sélection rassemble les meilleurs joueurs du Campeonato Nacional de Honra, le championnat portugais. L'équipe alors entraînée par Frederico Sousa évolue au stade universitaire de Lisbonne.
Après une mise en sommeil, la sélection des Lusitanos est remise sur pied en 2021, dans le cadre de la future Rugby Europe Super Cup,. Comme en 2013, l'équipe est composée de joueurs du championnat national.

## Identité visuelle

### Logo

Évolution du logo
Logo en 2013.
Logo instauré en 2021.

## Effectif
Effectif pour la Rugby Europe Super Cup 2023.
| Piliers - David Costa - Miguel Nunes - Antonio Prim - Alex dos Santos - Antonio Santos - Giorgi Turabelidze Talonneurs - Pedro Vicente - Andre Arrojado Deuxièmes ligne - Francisco Almeida - José Andrade - Manuel Barros - Martim Belo - Manuel Lima - Duarte Trogal - Guilherme Valante | Troisièmes ligne - Antonio Cerejo - João Granate - Manuel Picão - Manuel Pinto - José Roque - Diogo Sarmento - Francisco Silva - David Wallis Demis de mêlée - Duarte Azevedo - João Belo - Duarte Cardoso - Pedro Lucas Demis d'ouverture - Jorge Abecasis - Francisco Menéres - Jerónimo Portela | Centres - Tomás Appleton (c) - Francisco Costa Campos - Vasco Durão - Rodrigo Freudenthal - José Lima - Antonio Vidinha Ailiers - Vasco Leite - José Paiva dos Santos - Diogo Rodrigues - João Rosa Arrières - Manuel Cardoso Pinto - Nuno Sousa Guedes - Manuel Vareiro |
| | | |
| (c) pour le capitaine, Gras pour un joueur international | | |

## Palmarès
- Finaliste de la Rugby Europe Super Cup en 2022[8]